# 小林典子
小林 典子（こばやし のりこ、1960年8月21日 - ）は、日本のアナウンサー。その後、福島中央テレビ報道局CSR担当局長を歴任。

## 経歴
福島県会津高田町(現：会津美里町)出身。宮城学院女子短期大学卒業。会津高田町主催のミスあやめを務めた後に1983年にFCTに入社。以後報道番組を中心に数々の番組を担当。2000年アナウンス職を離れ、福島支社報道部長、報道制作局報道部長を務める。そのため東京都等での報道取材や福島支社などから中継で登場することがあった。報道部長時代に東日本大震災を経験、その後報道制作局次長を経て現職。

## 担当番組
- ふくしまToday（入社後にキャスターに抜擢される）
- ニュースプラス1ふくしま
- ゴジてれシャトル